# Bergères-lès-Vertus

Bergères-lès-Vertus este o comună în departamentul Marne, Franța. În 2009 avea o populație de 563 de locuitori.